# Jill Stevens
Jill Stevens (Gent, 16 maart 1989) is een Belgisch voetbalster die sinds juli 2009 uitkomt voor Sinaai Girls.

## Carrière
Stevens begon haar voetbalcarrière in de jeugd van SK Vinderhoute bij de jongens. In 2002 kwam ze bij SV Zulte Waregem terecht, waar ze in seizoen 2005/06 uitgeroepen werd tot beste speelster. In 2005 won ze de Beker van België met de club. Van 2006 tot 2008 kwam ze uit voor DVC Zuid-west Vlaanderen. Daarna maakte ze de overstap naar Willem II in Nederland. Ze bleef daar een half jaar. Na Willem II kwam Jill Stevens bij RSC Anderlecht waar ze het einde van het seizoen afgemaakt heeft.. Per juli 2009 speelt Jill Stevens voor de club Sinaai Girls. Sinaai Girls heeft de beker van België gewonnen 2009-2010 en zijn in het klassement 3des geëindigd.
Half juli 2010 heeft Stevens 2 weken stage gelopen bij Fc Saarbrücken (1ste bundesliga) maar het contract is niet door gegaan. Per 2010 speelt Stevens nog steeds voor de club Sinaai Girls.

## Expeditie Robinson
In 2009 deed Stevens mee aan Expeditie Robinson, dat dat jaar in Maleisië werd opgenomen. "Op 20-jarige leeftijd wilde ik bewijzen dat het mogelijk is om als jonge en onervaren persoon deel te nemen aan Expeditie Robinson. Ik ben tevens een leergierige persoon die zowel op het fysiek als mentaal aspect zichzelf en de anderen wil tonen dat ik wel degelijk het karakter heb om door te zetten!", zo legt Stevens uit op de officiële website van het programma op de vraag waarom ze aan het programma deelnam. Ze haalde uiteindelijk de samensmelting net niet.